# Lost in Your Light
Lost in Your Light is een single van de Britse zangeres Dua Lipa, met Amerikaanse zanger Miguel. De single kwam uit op 21 april 2017 als vijfde single van Lipa haar debuutalbum. De single werd geschreven door zijzelf en Miguel. De videoclip, die gefilmd werd in Los Angeles kwam uit op 26 mei 2017.
De single werd opgenomen in een studio Strongroom 7 in Lipa's geboortestad Londen. Ook werkte de zangeres aan het nummer in Los Angeles in de Paramount studio.
Lost in Your Light is een uptempo nummer, met als genre het synthpop en dancepop. De single haalde in Ierland en het Verenigd Koninkrijk de hitlijsten. In België en Nederland haalde de single slechts de tip-parade. 
De single werd telkens live gebracht tijdens The Self Titled Tour. Lipa bracht het nummer voor het eerst op Koningsdag in Breda, daarna zong ze het nummer voor enkele tv-shows en vele festivals. 